# Ngọc Dung
Ngọc Dung hay Lê Ngọc Dung có tên đầy đủ là Lê Thị Dung, là nữ diễn viên kịch nói và truyền hình người Việt Nam, được biết đến với bộ phim truyền hình Nếp nhà, phim điện ảnh Đêm Bến Tre và Ngã ba Đồng Lộc.

## Tiểu sử
Ngọc Dung sinh ngày 23 tháng 8 năm 1975, nguyên quán tại Hoằng Hóa, Thanh Hóa. Bà tốt nghiệp Trường Đại học Sân khấu – Điện ảnh Hà Nội, sau 3 tháng thử việc tại Nhà hát Tuổi trẻ bà về làm diễn viên Đoàn Kịch nói Quân đội. Năm 2011, bà có quân hàm Đại úy, nhưng hiện nay là một diễn viên tự do.
Ngọc Dung được xét duyệt và trao tặng danh hiệu Nghệ sĩ ưu tú năm 2024.

## Tác phẩm

### Sân khấu
- Bản hùng ca linh thiêng[8]
- Đợi đò[9]

### Điện ảnh
| Năm  | Tựa đề                                 | Vai diễn        | Đạo diễn                                       | Hình thức phim       | Chú thích |
| ---- | -------------------------------------- | --------------- | ---------------------------------------------- | -------------------- | --------- |
| 1995 | Ảo ảnh giữa đời thường                 |                 | Trần Lực                                       |                      |           |
| 1996 | Lúa thì con gái                        | Thịnh           | Vi Hòa                                         |                      |           |
| 1997 | Ngã ba Đồng Lộc                        | Trần Thị Rạng   | Lưu Trọng Ninh                                 | Điện ảnh             | [ 5 ]     |
| 1998 | Cầu vồng đi đón cơn mưa                | Hoa             | Vũ Trường Khoa                                 | Điện ảnh truyền hình |           |
| 1998 | U Thỏn                                 | Sẻ              | Lê Tuấn Anh                                    | Điện ảnh truyền hình |           |
| 1998 | Giọt nắng cuối chiều                   |                 | Nguyễn Hinh Anh                                | Điện ảnh truyền hình |           |
| 1998 | Cố nhân                                |                 | Trần Vịnh                                      | Điện ảnh truyền hình |           |
| 1998 | Lạc dòng                               |                 | Trần Trung Nhàn                                | Điện ảnh truyền hình |           |
| 1999 | Người thổi tù và hàng tổng             | Lan             | Phi Tiến Sơn                                   | Ngắn tập             | [ 5 ]     |
| 1999 | Trở lại trần gian                      |                 | Phạm Thanh Phong                               | Ngắn tập             |           |
| 1999 | Cảnh sát hình sự - Ngược dòng cái chết |                 | Nguyễn Khải Hưng                               | Dài tập              |           |
| 1999 | Phóng sinh                             |                 | Mạc Văn Chung                                  | Điện ảnh truyền hình |           |
| 1999 | Một chuyện tình                        |                 |                                                | Điện ảnh truyền hình |           |
| 1999 | Chuyện bên sông                        |                 | Nguyễn Danh Dũng                               | Điện ảnh truyền hình |           |
| 1999 | Tiếng xưa                              |                 | Nguyễn Hữu Luyện                               | Điện ảnh truyền hình |           |
| 1999 | Bụi vàng                               |                 | Mạc Văn Chung                                  | Điện ảnh truyền hình |           |
| 1999 | Người bị từ chối                       |                 | Nguyễn Thế Hồng                                | Điện ảnh truyền hình |           |
| 1999 | Biên cương thường ngày                 | Bay             | Trần Quốc Trọng                                | Điện ảnh truyền hình |           |
| 2000 | Chuyện đã qua...                       | Vy              | Trần Phương                                    | Ngắn tập             |           |
| 2000 | Cảnh sát hình sự - Bí mật hồ Hang Rắn  |                 | Nguyễn Khải Hưng                               | Dài tập              |           |
| 2000 | Giếng làng                             | Khế             | Mạc Văn Chung                                  | Điện ảnh truyền hình |           |
| 2001 | Mùa lá rụng                            |                 | Trần Quốc Trọng                                | Dài tập              |           |
| 2002 | Xuôi ngược đường trần                  | Tuyết           | Nguyễn Anh Tuấn; Nguyễn Linh Nga               | Ngắn tập             |           |
| 2002 | Nợ đồng lần                            |                 | Trọng Liên                                     | Ngắn tập             |           |
| 2002 | Bác Cả người sung sướng...             | Vợ Đậu          | Trần Lực                                       | Ngắn tập             |           |
| 2002 | Của chìm của nổi                       | Hoài            | Nguyễn Thế Hồng                                | Điện ảnh truyền hình |           |
| 2003 | Người trong vở diễn xưa                |                 | Mạc Văn Chung                                  | Điện ảnh truyền hình |           |
| 2003 | Người ở bến sông                       |                 | Nguyễn Danh Dũng                               | Điện ảnh truyền hình | [ 5 ]     |
| 2003 | Hến ơi là Hến                          | Thắm            | Mạc Văn Chung                                  | Điện ảnh truyền hình |           |
| 2003 | Ánh chiều chạng vạng                   | Loan            | Mạc Văn Chung                                  | Điện ảnh truyền hình |           |
| 2003 | Đêm Bến Tre                            | Nguyễn Thị Định | Trần Phương                                    | Điện ảnh             | [ 5 ]     |
| 2003 | Khi đàn chim trở về                    | Xuân            | Đỗ Chí Hướng; Nguyễn Danh Dũng                 | Dài tập              |           |
| 2004 | Khoảnh khắc giao mùa                   | Bà Ngân         | Mạc Văn Chung                                  | Điện ảnh truyền hình |           |
| 2004 | Sắc đỏ chôm chôm                       |                 | Trần Lương                                     | Điện ảnh truyền hình |           |
| 2004 | Những cánh hoa mong manh               | Thủy            | Vũ Minh Trí                                    | Điện ảnh truyền hình |           |
| 2005 | Mùa xuân trở lại                       |                 | Bùi Huy Thuần                                  | Điện ảnh truyền hình |           |
| 2005 | Nắng trong mắt bão                     | Tâm             | Phạm Thanh Phong                               | Dài tập              |           |
| 2005 | Chuyện phố phường                      | Cư              | Phạm Thanh Phong; Nguyễn Danh Dũng             | Dài tập              |           |
| 2005 | Cảnh sát hình sự - Lãnh địa đen        |                 | Mai Hồng Phong                                 | Dài tập              |           |
| 2005 | Cảnh sát hình sự - Phi đội chuồn chuồn |                 | Vũ Minh Trí                                    | Dài tập              |           |
| 2005 | Vượt qua thử thách                     |                 | Phi Tiến Sơn; Nguyễn Hữu Luyện; Trịnh Lê Phong | Dài tập              |           |
| 2006 | Chuyện ở tỉnh lẻ                       | Đào             | Đỗ Chí Hướng; Hoàng Lâm                        | Dài tập              |           |
| 2007 | Những người bạn                        |                 | Nguyễn Hữu Phần                                | Điện ảnh truyền hình |           |
| 2008 | Xuân Cồ đánh ghen                      | Thơm            | Vũ Minh Trí                                    | Điện ảnh truyền hình |           |
| 2008 | Nếp nhà                                | Trang           | Triệu Tuấn                                     | Dài tập              |           |
| 2009 | Bước nhảy xì-tin                       |                 | Vũ Trường Khoa                                 | Điện ảnh truyền hình |           |
| 2010 | Xuân Cồ bịt trống                      | Thơm            | Vũ Minh Trí                                    | Điện ảnh truyền hình |           |
| 2011 | Xin thề anh nói thật                   |                 | Phi Tiến Sơn; Nguyễn Hữu Trọng                 | Dài tập              |           |
| 2011 | Rừng chắn cát                          | Bích            | Nguyễn Danh Dũng, Triệu Tuấn                   | Dài tập              |           |
| 2012 | Giới hạn cuối cùng                     |                 | Đỗ Gia Chung                                   | Điện ảnh truyền hình |           |
| 2013 | Cảnh sát hình sự - Bản di chúc bí ẩn   |                 | Trịnh Lê Phong                                 | Dài tập              |           |